# Герменфред (епископ Луго)
Герменфред (лат. Hermenfredus, исп. Ermenfredo; VII век) — епископ Луго в середине VII века.

## Биография
О происхождении и ранних годах жизни Герменфреда сведений в исторических источниках не сохранилось. Первое упоминание о нём датируется 653 годом, когда он уже как глава епархии с центром в городе Луго участвовал в Восьмом Толедском соборе, созванном по повелению короля вестготов Реккесвинта. Предыдущим известным епископом Луго был Васконий, в последний раз упоминавшийся в источниках в 646 году. Был ли Герменефред непосредственным преемником Васкония на епископской кафедре — неизвестно. Вероятно, ко времени проведения Восьмого Толедского собора он уже какое-то время руководил своей епархией.
В трудах историков Нового времени сохранилась копия текста с мраморной плиты, хранившейся в монастыре Святого Хулиана в Самосе. В найденной в XVIII веке, а затем утерянной надписи сообщалось, что епископ Герменфред восстановил этот монастырь, пришедший в полный упадок в предыдущие времена религиозных раздоров между ортодоксами и еретиками.
В 656 году епископ Герменфред присутствовал на Десятом Толедском соборе. На этом синоде новым главой Брагской митрополии был поставлен святой Фруктуоз.
Это последнее свидетельство о епископе Герменефреде в исторических источниках. Следующим известным главой епархии Луго был Ректогенес, единственный раз упоминавшийся в 675 году.